# Zrmanja
De Zrmanja is een rivier in Dalmatië, Kroatië. De rivier stroomt van een bron in het zuiden van het gebergte Velebit naar de Zee van Novigrad. De rivier is bekend geworden als filmlocatie van diverse verfilmingen van Karl May's Winnetou- en Old Shatterhand- verhalen.
De bron ligt bij een rots genaamd Misije, waarna de rivier langs de plaats Obrovac stroomt. Onderweg voegt het water van de zijrivier de Krupa zich bij dat van de Zrmanja.
De rivier zou bekend zijn bij de Romeinen onder de naam Tedanius.

In december 2019 werd de rivier getroffen door een ecologische ramp. Door grote regenval overstroomden twee bekkens met alkalisch afval. Ondanks eerder onderzoek is de verlaten fabriek nog niet opgeruimd